# 1840 en Italie
Chronologie de l'Italie
- 1836
- 1837
- 1838
- 1839
- 1840
- 1841
- 1842
- 1843
- 1844

## Événements
- 21 juillet : un accord entre la France et le Royaume-Uni qui retire la concession exclusive d’exploitation des soufres de Sicile qui avait été accordée à la compagnie marseillaise Taix et Aycard règle la question des soufres, crise politique entre l'Empire britannique et le royaume des Deux-Siciles[1].
- 17 août : inauguration de la ligne de chemin de fer Milan-Monza[2].
- 10 novembre : premier numéro de la revue Apostolato popolare, dirigée par Giuseppe Mazzini[3].

## Culture

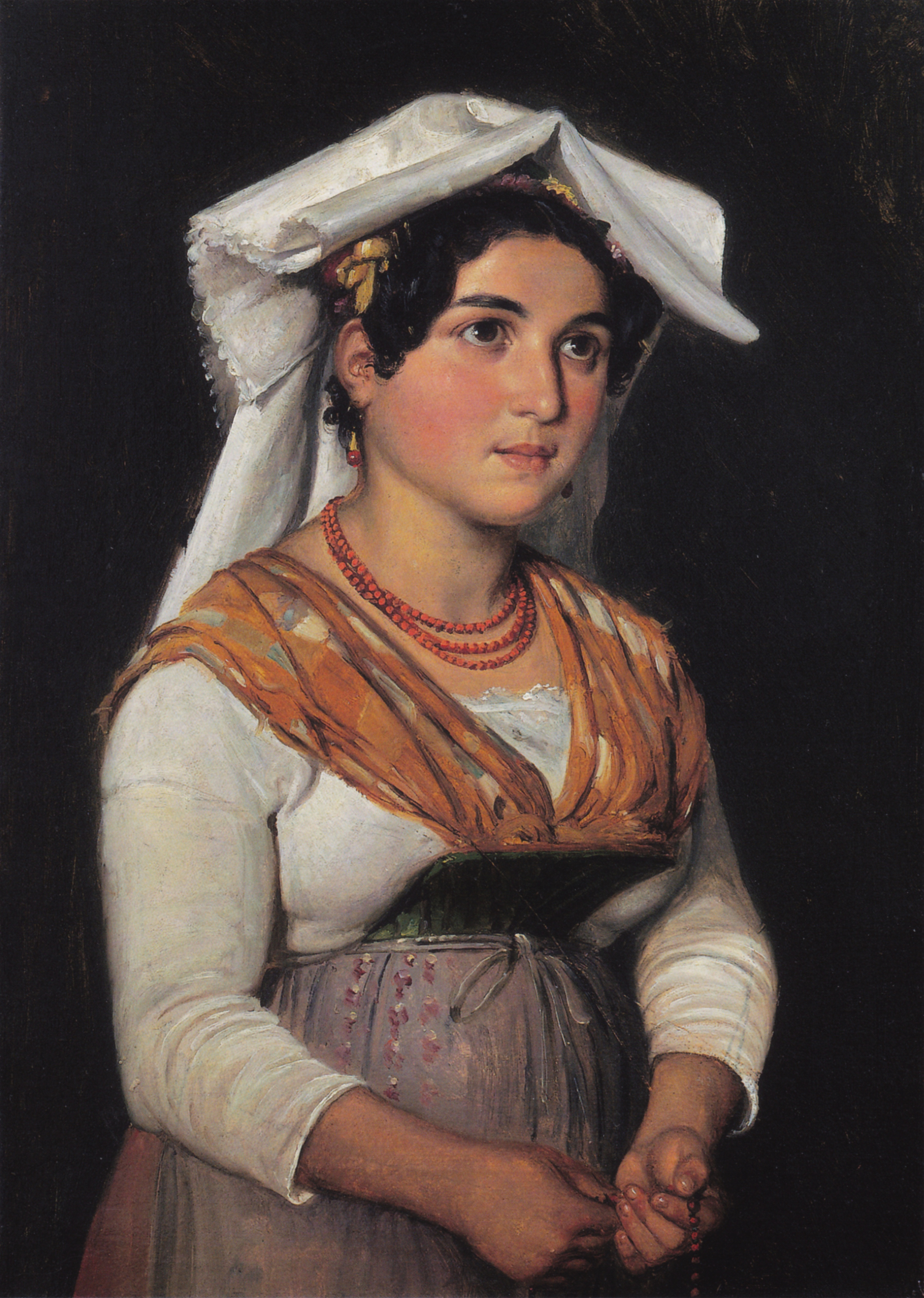
Jeune italienne avec son chapelet, Wilhelm Marstrand.

- Découverte du lustre de Cortone, un objet étrusque remarquable[4].

### Opéras créés en 1840
- 5 septembre : Un giorno di regno, o Il finto Stanislao (Un jour de règne ou Le Faux Stanislas), opéra (dramma giocoso) de Giuseppe Verdi, livret de Felice Romani d'après Alexandre Duval, créé au Teatro alla Scala de Milan.
- Lina, opera semiseria de Carlo Pedrotti, créé au Teatro Nuovo (it) de Vérone
- Clara di Mailand, opera seria de Carlo Pedrotti, créé au Teatro Nuovo (it) de Vérone

## Naissance en 1840
- 8 mars : Franco Faccio, compositeur, chef d'orchestre et pédagogue, essentiellement connu pour avoir dirigé les opéras de Giuseppe Verdi. († 21 juillet 1891)
- 4 juillet : Eugenio Tano, peintre, connu pour ses portraits, ses paysages et ses scènes de genre. († 6 décembre 1914)

## Décès en 1840
- 1er mai : Giuditta Grisi, 34 ans, chanteuse lyrique (mezzo-soprano). (° 28 juillet 1805)
- 24 septembre : Vincenzo Chialli, 53 ans, peintre néoclassique du début du XIXe siècle, spécialisé dans les sujets religieux ou historiques et les scénes de genre. (° 27 juillet 1787)